# Anarita
Anarita (griechisch Αναρίτα) ist eine Gemeinde im Bezirk Paphos in der Republik Zypern. Bei der Volkszählung im Jahr 2021 hatte sie 1006 Einwohner.
In der Gemeinde befinden sich die Kirchen Agia Marina, Agios Georgios und Agios Onisiforos.

## Bezeichnung
Der Ursprung des Namens Anarita ist nicht bekannt. Die wahrscheinlichste Version besagt, dass das Wort Anarita vom Wort Enoritis (griechisch Ενορίτης) abstammt. Das Wort enoría (griechisch ενορία), byzantinischen Ursprungs, bedeutet Pfarrei oder Kirchenbezirk. Zur Zeit der fränkischen Besetzung hatte es jedoch auch eine administrative Bedeutung. Das Wort wurde zu Anoria und somit wurde das Gemeindemitglied zu Anorite. Dann wurde das Wort zu Anarite und schließlich zu Anarita.

## Lage und Umgebung

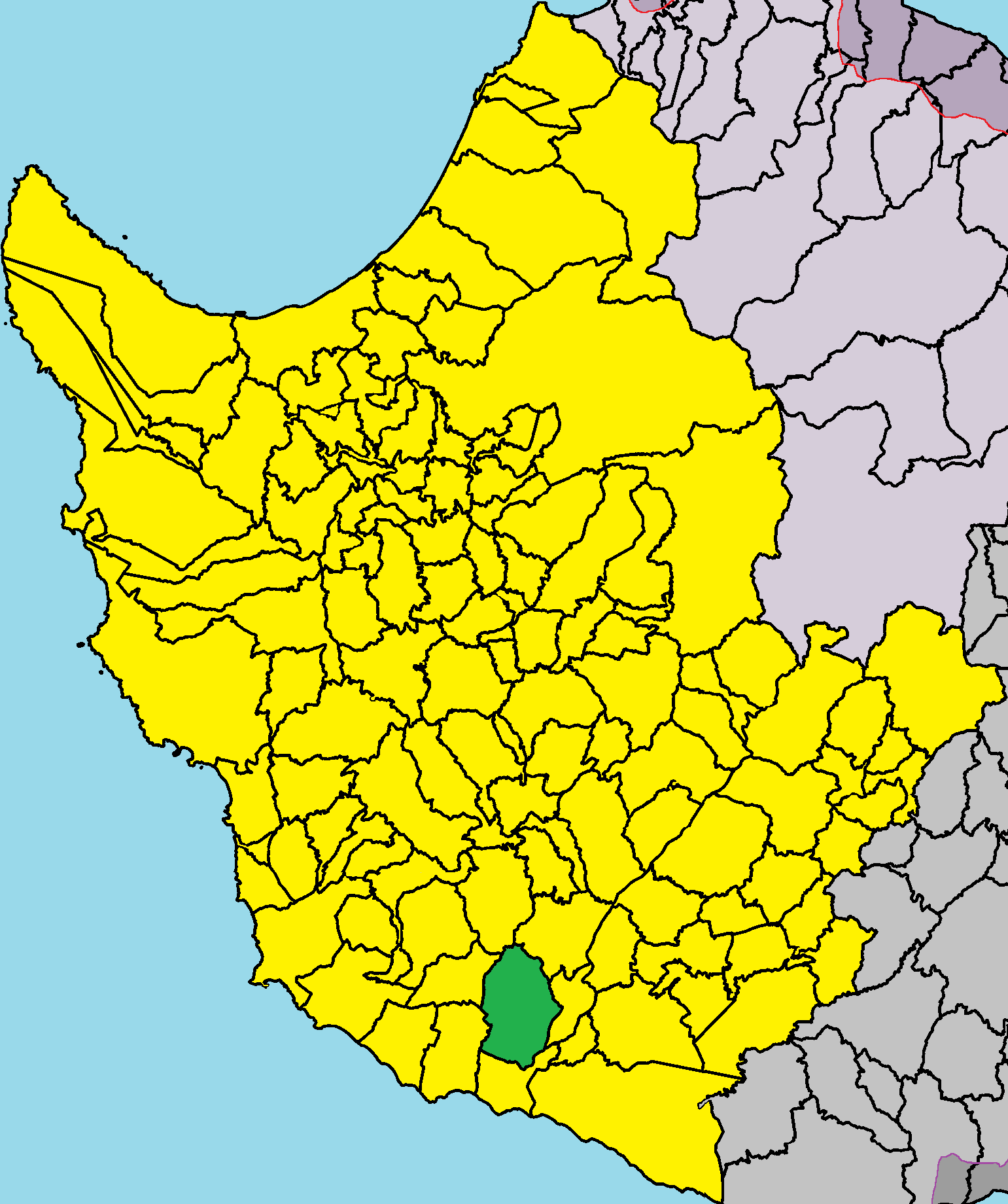
Lage im Bezirk Paphos

Anarita liegt im Südwesten der Mittelmeerinsel Zypern auf einer Höhe von etwa 90 Metern, etwa 12 Kilometer südöstlich von Paphos. Das 14,9075 Quadratkilometer große Dorf grenzt im Norden an Episkopi, im Nordosten an Nata, im Osten an Finikas, im Süden an Mandria und im Westen an Timi und Agia Varvara. Das Dorf kann über die Straße F622, sowie einen Abzweig der A6 erreicht werden.

## Geschichte
Laut Louis de Mas Latrie war Anarita während der fränkischen Zeit ein Lehen. 1468 schenkte König Jakob II. Anarita dem Ritter Jerome Salviati.

### Bevölkerungsentwicklung
Bis 1958 bestand die Bevölkerung von Anarita hauptsächlich aus Zyperngriechen, aber auch einigen Dutzend Zyperntürken. Während der bikommunalen Unruhen von 1958 verließen die türkisch-zypriotischen Einwohner Anarita und ließen sich in Mandria nieder. Dann wurden ihre Häuser zerstört und sie konnten nicht mehr zurück. Waqf baute einige Häuser für sie in Mandria, wo sie bis zum 30. August 1975 blieben, als sie als Folge der türkischen Invasion von 1974 von der UNFICYP-Eskorte nach Nordzypern verlegt wurden. Die meisten ließen sich in Karavas nieder. Die griechisch-zypriotischen Einwohner blieben in Anarita.
In den letzten beiden Volkszählungen wird gezeigt, dass die Bevölkerung von Anarita im Vergleich zu früheren Volkszählungen zugenommen hat und die größte Bevölkerung ist, die jemals in der Gemeinde erfasst wurde.
Die folgende Tabelle zeigt die Bevölkerung der Gemeinde gemäß den in Zypern durchgeführten Volkszählungen.
| Jahr      | 1881 | 1891 | 1901 | 1911 | 1921 | 1931 | 1946 | 1960 | 1976 | 1982 | 1992 | 2001 | 2011 | 2021 |
| Einwohner | 195  | 290  | 308  | 336  | 380  | 466  | 526  | 546  | 420  | 329  | 327  | 368  | 876  | 1006 |